# Рейнс, Эд
Эдвард Юджин Рейнс (англ. Edward Eugene Rains; род. 24 декабря 1956, Окала, Флорида) — американский баскетболист, игравший на позиции лёгкого форварда. Он играл за команду «Сан-Антонио Спёрс» из Национальной баскетбольной ассоциации (НБА). Рейнс играл в студенческий баскетбол за команду «Саус Алабама Ягуарс».

## Карьера в колледже
C 1977 по 1981 года Рейнс играл в баскетбол за Университет Южной Алабамы. За свою студенческую карьеру он набрал 1801 очко (15,7 за игру), а в последнем сезоне был назван игроком года конференции Sun Belt.

## Карьера в НБА
Во втором раунде драфта НБА 1981 года (30-й выбор в общем зачете) Рейнс был выбран командой «Сан-Антонио Спёрс». За два сезона он сыграл за техасский клуб 83 игры, набирая в среднем 3,5 очка за игру. Он был первым игроком из Южной Алабамы, принявшим участие в игре НБА.

## Статистика
| Сезон                                                                                    | Команда     | Регулярный сезон | Регулярный сезон | Регулярный сезон | Регулярный сезон | Регулярный сезон | Регулярный сезон | Регулярный сезон | Регулярный сезон | Регулярный сезон | Регулярный сезон | Регулярный сезон | Серия плей-офф | Серия плей-офф | Серия плей-офф | Серия плей-офф | Серия плей-офф | Серия плей-офф | Серия плей-офф | Серия плей-офф | Серия плей-офф | Серия плей-офф | Серия плей-офф |
| Сезон                                                                                    | Команда     | GP               | GS               | MPG              | FG%              | 3P%              | FT%              | RPG              | APG              | SPG              | BPG              | PPG              | GP             | GS             | MPG            | FG%            | 3P%            | FT%            | RPG            | APG            | SPG            | BPG            | PPG            |
| ---------------------------------------------------------------------------------------- | ----------- | ---------------- | ---------------- | ---------------- | ---------------- | ---------------- | ---------------- | ---------------- | ---------------- | ---------------- | ---------------- | ---------------- | -------------- | -------------- | -------------- | -------------- | -------------- | -------------- | -------------- | -------------- | -------------- | -------------- | -------------- |
| 1981/82                                                                                  | Сан-Антонио | 49               | 15               | 13,0             | 43,5             | 0,0              | 59,4             | 1,6              | 0,8              | 0,4              | 0,0              | 3,9              | 5              |                | 6,0            | 50,0           |                | 44,4           | 1,6            | 0,2            | 0,2            | 0,0            | 2,0            |
| 1982/83                                                                                  | Сан-Антонио | 34               | 1                | 8,6              | 39,8             | 0,0              | 67,4             | 1,3              | 0,6              | 0,3              | 0,0              | 2,8              | 3              |                | 3,7            | 40,0           | 0,0            |                | 0,3            | 0,3            | 0,0            | 0,0            | 1,3            |
|                                                                                          | Всего       | 83               | 16               | 11,2             | 42,3             | 0,0              | 62,6             | 1,5              | 0,7              | 0,3              | 0,0              | 3,5              | 8              |                | 5,1            | 44,9           | 0,0            | 44,4           | 1,1            | 0,3            | 0,1            | 0,0            | 1,8            |
| Наведите курсор мыши на аббревиатуры в заголовке таблицы, чтобы прочесть их расшифровку. |             |                  |                  |                  |                  |                  |                  |                  |                  |                  |                  |                  |                |                |                |                |                |                |                |                |                |                |                |